# Wolfgang Lücke (Agrarwissenschaftler)
Wolfgang Lücke (* 1956) ist ein deutscher Agrarwissenschaftler und Hochschullehrer.

## Leben
Nach dem Studium der Agrarwissenschaften an der Georg-August-Universität Göttingen wurde er dort promoviert. 1993 habilitierte er sich im Fach Agrartechnik.
Seit 1993 ist er Professor an der Fakultät für Agrarwissenschaften in Göttingen. Sein Forschungsinteresse gilt regenerativen Energien, der Mikrowellen- und Hochfrequenztechnik, der Qualitätssicherung und Nacherntetechnologie und der internationalen Agrartechnik.
Seit 2008 war Lücke Vizepräsident der Universität Göttingen. Am 24. April 2013 wählte der Senat der Universität Osnabrück Lücke als Nachfolger von Claus Rollinger zum Präsidenten der Universität Osnabrück. Die Amtszeit beträgt sechs Jahre und begann am 1. Oktober 2013. An der Universität Göttingen wurde sein Amt von Ruth Florack übernommen.
Lücke kündigte an, nach Ablauf der ersten Amtszeit auf eine Wiederwahl zu verzichten und somit Ende September 2019 aus dem Amt des Präsidenten der Universität Osnabrück zu scheiden. Zu seiner Nachfolgerin wurde Susanne Menzel-Riedl gewählt.
Lücke ist der Vorsitzende der Jury zum Erich-Maria-Remarque-Friedenspreis (Stand 2017).